# Gran Premio de Argentina de Motociclismo de 2025
El Gran Premio de Argentina de 2025 (oficialmente: Gran Premio YPF Energía de Argentina) fue la segunda prueba del Campeonato del Mundo de Motociclismo de 2025. Tuvo lugar el fin de semana del 14 al 16 de marzo de 2025 en el Autódromo Termas de Río Hondo, situado en la ciudad de Termas de Río Hondo de la Provincia de Santiago del Estero, Argentina.
La carrera al sprint de MotoGP fue ganada por Marc Márquez, seguido de Álex Márquez y Francesco Bagnaia.
La carrera de MotoGP fue ganada por Marc Márquez, seguido de Álex Márquez y Franco Morbidelli. Jake Dixon fue el ganador de la prueba de Moto2, por delante de Manuel González y Celestino Vietti. La carrera de Moto3 fue ganada por Ángel Piqueras, Adrián Fernández fue segundo y José Antonio Rueda tercero.

## Resultados

### Resultados MotoGP

#### Carrera al sprint
| Pos.    | N.º | Piloto                | Equipo                            | Constructor | Vueltas | Tiempo    | Parrilla | Puntos |
| ------- | --- | --------------------- | --------------------------------- | ----------- | ------- | --------- | -------- | ------ |
| 1       | 93  | Marc Márquez          | Ducati Lenovo Team                | Ducati      | 12      | 19:37.331 | 1        | 12     |
| 2       | 73  | Álex Márquez          | BK8 Gresini Racing MotoGP         | Ducati      | 12      | +0.903    | 2        | 9      |
| 3       | 63  | Francesco Bagnaia     | Ducati Lenovo Team                | Ducati      | 12      | +3.859    | 4        | 7      |
| 4       | 5   | Johann Zarco          | LCR Honda Castrol                 | Honda       | 12      | +5.026    | 3        | 6      |
| 5       | 49  | Fabio Di Giannantonio | Pertamina Enduro VR46 Racing Team | Ducati      | 12      | +6.451    | 6        | 5      |
| 6       | 72  | Marco Bezzecchi       | Aprilia Racing                    | Aprilia     | 12      | +7.333    | 9        | 4      |
| 7       | 21  | Franco Morbidelli     | Pertamina VR46 Racing Team        | Ducati      | 12      | +8.268    | 8        | 3      |
| 8       | 36  | Joan Mir              | Honda HRC Castrol                 | Honda       | 12      | +10.858   | 10       | 2      |
| 9       | 37  | Pedro Acosta          | Red Bull KTM Factory Racing       | KTM         | 12      | +11.229   | 5        | 1      |
| 10      | 20  | Fabio Quartararo      | Monster Energy Yamaha MotoGP      | Yamaha      | 12      | +12.356   | 7        |        |
| 11      | 43  | Jack Miller           | Prima Pramac Yamaha               | Yamaha      | 12      | +15.201   | 13       |        |
| 12      | 42  | Álex Rins             | Monster Energy Yamaha MotoGP      | Yamaha      | 12      | +15.298   | 12       |        |
| 13      | 10  | Luca Marini           | Honda HRC Castrol                 | Honda       | 12      | +16.653   | 16       |        |
| 14      | 23  | Enea Bastianini       | Red Bull KTM Tech3                | KTM         | 12      | +18.442   | 21       |        |
| 15      | 79  | Ai Ogura              | Trackhouse Racing MotoGP          | Aprilia     | 12      | +18.618   | 15       |        |
| 16      | 25  | Raúl Fernández        | Trackhouse Racing MotoGP          | Aprilia     | 12      | +19.560   | 18       |        |
| 17      | 35  | Somkiat Chantra       | LCR Honda Idemitsu                | Honda       | 12      | +20.925   | 19       |        |
| 18      | 12  | Maverick Viñales      | Red Bull KTM Tech3                | KTM         | 12      | +21.287   | 20       |        |
| 19      | 54  | Fermín Aldeguer       | BK8 Gresini Racing MotoGP         | Ducati      | 12      | +45.325   | 14       |        |
| Ret     | 32  | Lorenzo Savadori      | Aprilia Racing                    | Aprilia     | 6       | Retirado  | 22       |        |
| Ret     | 88  | Miguel Oliveira       | Prima Pramac Yamaha               | Yamaha      | 5       | Caída     | 17       |        |
| Ret     | 33  | Brad Binder           | Red Bull KTM Factory Racing       | KTM         | 1       | Caída     | 11       |        |
| Fuente: |     |                       |                                   |             |         |           |          |        |

#### Carrera larga
| Pos.    | N.º | Piloto                | Equipo                            | Constructor | Vueltas | Tiempo        | Parrilla | Puntos |
| ------- | --- | --------------------- | --------------------------------- | ----------- | ------- | ------------- | -------- | ------ |
| 1       | 93  | Marc Márquez          | Ducati Lenovo Team                | Ducati      | 25      | 41:11.100     | 1        | 25     |
| 2       | 73  | Álex Márquez          | BK8 Gresini Racing MotoGP         | Ducati      | 25      | +1.362        | 2        | 20     |
| 3       | 21  | Franco Morbidelli     | Pertamina VR46 Racing Team        | Ducati      | 25      | +4.695        | 8        | 16     |
| 4       | 63  | Francesco Bagnaia     | Ducati Lenovo Team                | Ducati      | 25      | +5.536        | 4        | 13     |
| 5       | 49  | Fabio Di Giannantonio | Pertamina Enduro VR46 Racing Team | Ducati      | 25      | +7.138        | 6        | 11     |
| 6       | 5   | Johann Zarco          | LCR Honda Castrol                 | Honda       | 25      | +7.487        | 3        | 10     |
| 7       | 33  | Brad Binder           | Red Bull KTM Factory Racing       | KTM         | 25      | +14.294       | 11       | 9      |
| 8       | 37  | Pedro Acosta          | Red Bull KTM Factory Racing       | KTM         | 25      | +15.646       | 5        | 8      |
| 9       | 36  | Joan Mir              | Honda HRC Castrol                 | Honda       | 25      | +15.787       | 10       | 7      |
| 10      | 10  | Luca Marini           | Honda HRC Castrol                 | Honda       | 25      | +16.025       | 16       | 6      |
| 11      | 42  | Álex Rins             | Monster Energy Yamaha MotoGP      | Yamaha      | 25      | +21.663       | 12       | 5      |
| 12      | 12  | Maverick Viñales      | Red Bull KTM Tech3                | KTM         | 25      | +22.319       | 19       | 4      |
| 13      | 43  | Jack Miller           | Prima Pramac Yamaha               | Yamaha      | 25      | +23.486       | 13       | 3      |
| 14      | 20  | Fabio Quartararo      | Monster Energy Yamaha MotoGP      | Yamaha      | 25      | +25.148       | 7        | 2      |
| 15      | 25  | Raúl Fernández        | Trackhouse Racing MotoGP          | Aprilia     | 25      | +26.914       | 17       | 1      |
| 16      | 54  | Fermín Aldeguer       | BK8 Gresini Racing MotoGP         | Ducati      | 25      | +27.661       | 14       |        |
| 17      | 23  | Enea Bastianini       | Red Bull KTM Tech3                | KTM         | 25      | +40.179       | 20       |        |
| 18      | 35  | Somkiat Chantra       | LCR Honda Idemitsu                | Honda       | 25      | +41.693       | 18       |        |
| Ret     | 72  | Marco Bezzecchi       | Aprilia Racing                    | Aprilia     | 0       | Caída         | 9        |        |
| DSQ     | 79  | Ai Ogura              | Trackhouse Racing MotoGP          | Aprilia     | 25      | Descalificado | 15       |        |
| DNS     | 88  | Miguel Oliveira       | Prima Pramac Yamaha               | Yamaha      |         | No comenzó    |          |        |
| DNS     | 32  | Lorenzo Savadori      | Aprilia Racing                    | Aprilia     |         | No comenzó    |          |        |
| 1.      |     |                       |                                   |             |         |               |          |        |
| Fuente: |     |                       |                                   |             |         |               |          |        |

### Resultados Moto2
| Pos.    | N.º | Piloto                  | Constructor | Vueltas | Tiempo    | Parrilla | Puntos |
| ------- | --- | ----------------------- | ----------- | ------- | --------- | -------- | ------ |
| 1       | 96  | Jake Dixon              | Boscoscuro  | 21      | 35:48.793 | 2        | 25     |
| 2       | 18  | Manuel González         | Kalex       | 21      | +3.525    | 1        | 20     |
| 3       | 13  | Celestino Vietti        | Boscoscuro  | 21      | +10.098   | 9        | 16     |
| 4       | 44  | Arón Canet              | Kalex       | 21      | +10.508   | 10       | 13     |
| 5       | 24  | Marcos Ramírez          | Kalex       | 21      | +11.009   | 3        | 11     |
| 6       | 15  | Darryn Binder           | Kalex       | 21      | +14.409   | 8        | 10     |
| 7       | 11  | Álex Escrig             | Forward     | 21      | +16.673   | 4        | 9      |
| 8       | 21  | Alonso López            | Boscoscuro  | 21      | +17.373   | 7        | 8      |
| 9       | 27  | Daniel Holgado          | Kalex       | 21      | +19.035   | 14       | 7      |
| 10      | 75  | Albert Arenas           | Kalex       | 21      | +19.366   | 18       | 6      |
| 11      | 14  | Tony Arbolino           | Boscoscuro  | 21      | +20.584   | 12       | 5      |
| 12      | 7   | Barry Baltus            | Kalex       | 21      | +21.435   | 15       | 4      |
| 13      | 81  | Senna Agius             | Kalex       | 21      | +22.446   | 22       | 3      |
| 14      | 53  | Deniz Öncü              | Kalex       | 21      | +23.216   | 19       | 2      |
| 15      | 28  | Izan Guevara            | Boscoscuro  | 21      | +23.302   | 23       | 1      |
| 16      | 16  | Joe Roberts             | Kalex       | 21      | +25.784   | 16       |        |
| 17      | 84  | Zonta van den Goorbergh | Kalex       | 21      | +25.982   | 11       |        |
| 18      | 71  | Ayumu Sasaki            | Kalex       | 21      | +29.225   | 21       |        |
| 19      | 4   | Iván Ortolá             | Boscoscuro  | 21      | +29.320   | 24       |        |
| 20      | 80  | David Alonso            | Kalex       | 21      | +29.518   | 20       |        |
| 21      | 9   | Jorge Navarro           | Forward     | 21      | +34.770   | 26       |        |
| 22      | 66  | Óscar Gutiérrez         | Boscoscuro  | 21      | +43.909   | 28       |        |
| 23      | 92  | Yuki Kunii              | Kalex       | 21      | +44.157   | 27       |        |
| 24      | 95  | Collin Veijer           | Kalex       | 21      | +50.421   | 25       |        |
| Ret     | 64  | Mario Aji               | Kalex       | 13      | Caída     | 13       |        |
| Ret     | 12  | Filip Salač             | Boscoscuro  | 12      | Caída     | 6        |        |
| Ret     | 10  | Diogo Moreira           | Kalex       | 11      | Retirado  | 5        |        |
| Ret     | 99  | Adrián Huertas          | Kalex       | 0       | Caída     | 17       |        |
| Fuente: |     |                         |             |         |           |          |        |

### Resultados Moto3
| Pos.    | N.º | Piloto             | Constructor | Vueltas | Tiempo    | Parrilla | Puntos |
| ------- | --- | ------------------ | ----------- | ------- | --------- | -------- | ------ |
| 1       | 36  | Ángel Piqueras     | KTM         | 18      | 32:31.938 | 2        | 25     |
| 2       | 31  | Adrián Fernández   | Honda       | 18      | +0.036    | 12       | 20     |
| 3       | 99  | José Antonio Rueda | KTM         | 18      | +0.125    | 6        | 16     |
| 4       | 18  | Matteo Bertelle    | KTM         | 18      | +0.373    | 1        | 13     |
| 5       | 72  | Taiyo Furusato     | Honda       | 18      | +0.236    | 14       | 11     |
| 6       | 22  | David Almansa      | Honda       | 18      | +1.354    | 4        | 10     |
| 7       | 58  | Luca Lunetta       | Honda       | 18      | +1.760    | 21       | 9      |
| 8       | 66  | Joel Kelso         | KTM         | 18      | +1.950    | 8        | 8      |
| 9       | 6   | Ryusei Yamanaka    | KTM         | 18      | +4.543    | 3        | 7      |
| 10      | 82  | Stefano Nepa       | Honda       | 18      | +4.702    | 15       | 6      |
| 11      | 71  | Dennis Foggia      | KTM         | 18      | +4.990    | 11       | 5      |
| 12      | 19  | Scott Ogden        | KTM         | 18      | +5.391    | 16       | 4      |
| 13      | 11  | Adrián Cruces      | KTM         | 18      | +6.121    | 13       | 3      |
| 14      | 14  | Cormac Buchanan    | KTM         | 18      | +6.739    | 20       | 2      |
| 15      | 21  | Ruché Moodley      | KTM         | 18      | +6.875    | 19       | 1      |
| 16      | 78  | Joel Esteban       | KTM         | 18      | +7.822    | 10       |        |
| 17      | 8   | Eddie O’Shea       | Honda       | 18      | +15.691   | 23       |        |
| 18      | 54  | Riccardo Rossi     | Honda       | 18      | +16.604   | 7        |        |
| 19      | 10  | Nicola Carraro     | Honda       | 18      | +17.065   | 17       |        |
| 20      | 34  | Jakob Rosenthaler  | KTM         | 18      | +21.940   | 24       |        |
| 21      | 5   | Tatchakorn Buasri  | Honda       | 18      | +22.276   | 25       |        |
| Ret     | 83  | Álvaro Carpe       | KTM         | 17      | Caída     | 5        |        |
| Ret     | 73  | Valentín Perrone   | KTM         | 17      | Caída     | 9        |        |
| Ret     | 64  | David Muñoz        | KTM         | 15      | Retirado  | 26       |        |
| Ret     | 89  | Marcos Uriarte     | Honda       | 11      | Caída     | 18       |        |
| Ret     | 94  | Guido Pini         | KTM         | 7       | Caída     | 22       |        |
| 1. 2.   |     |                    |             |         |           |          |        |
| Fuente: |     |                    |             |         |           |          |        |